# Bột chuối

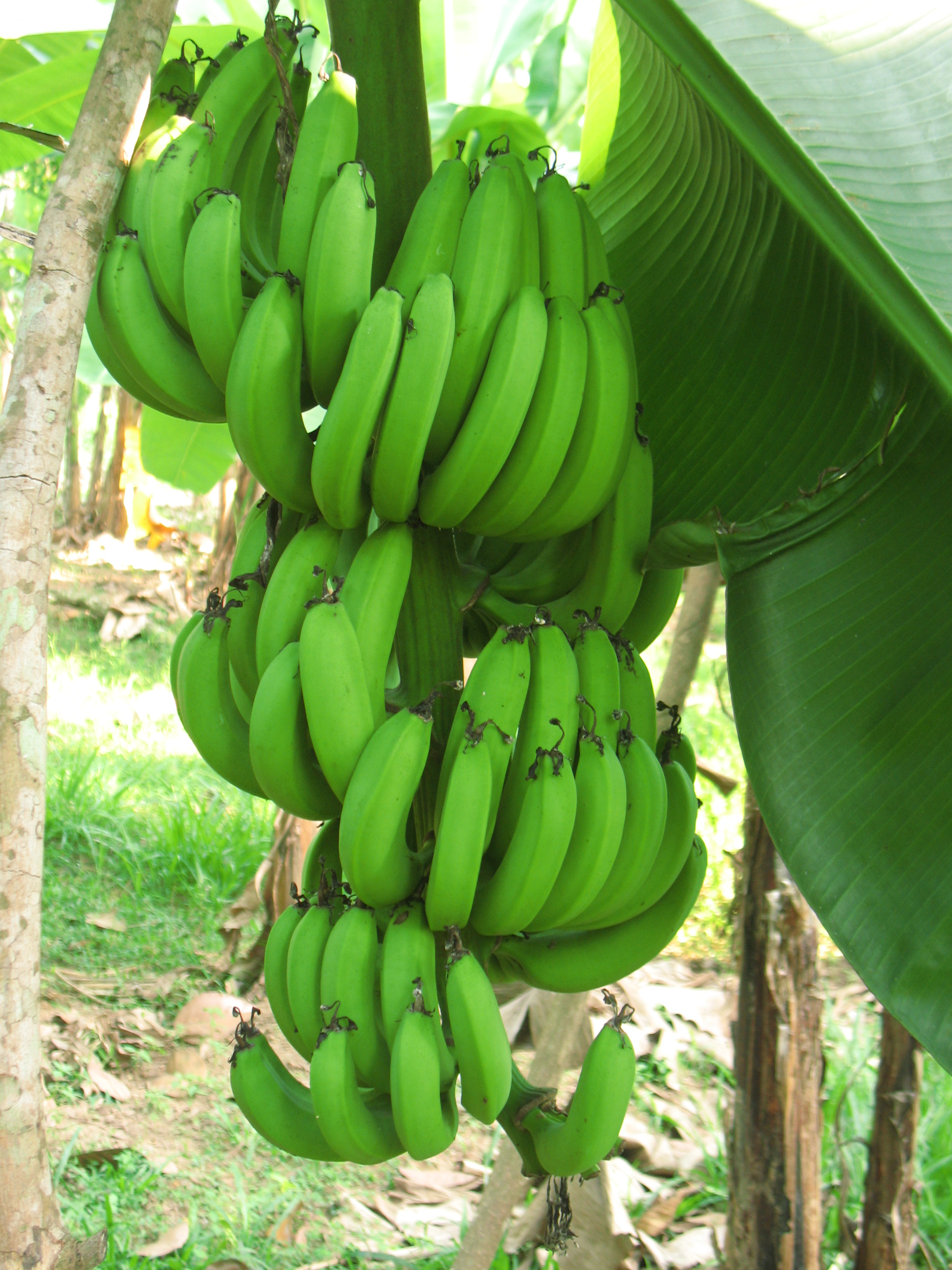
Chuối xanh, nguyên liệu để làm bột chuối

Bột chuối là một loại bột truyền thống làm từ chuối xanh. Trong lịch sử, bột chuối đã được sử dụng ở Châu Phi và Jamaica như một sự thay thế rẻ hơn cho bột mì. Hiện nay nó thường được sử dụng như là chất thay thế không chứa gluten cho bột mì  hoặc là một nguồn tinh bột kháng, được thúc đẩy do một số xu hướng ăn kiêng như chế độ ăn kiêng nhạt và nguyên thủy và một số nghiên cứu dinh dưỡng gần đây. Bột chuối, do sử dụng chuối xanh, có hương vị chuối rất nhẹ, và khi nấu chín, nó có hương vị đất, không có mùi chuối; nó cũng có kết cấu gợi nhớ đến các loại bột mì nhẹ hơn và yêu cầu khối lượng ít hơn khoảng 25%, làm cho nó trở thành một sự thay thế tốt cho bột mì trắng.

## Phương pháp sản xuất
Bột chuối thường được sản xuất với chuối xanh được bóc vỏ, cắt nhỏ, sấy khô, và sau đó nghiền. Quá trình này có thể được hoàn thành bằng tay, trong đó chuối được phơi khô, sấy khô trong lò hoặc máy sấy thực phẩm dân dụng, sau đó nghiền trong cối và chày hoặc bằng máy xay cơ. Quá trình chuối xanh đòi hỏi 8–10 kg chuối xanh để sản xuất 1 kg bột chuối. Trong những năm gần đây, sản xuất bột chuối thương mại quy mô lớn đã bắt đầu ở Châu Phi và Nam Mỹ bằng cách sử dụng cùng một phương pháp cơ bản.
Chile đã phát triển một phương pháp sản xuất bột chuối thay thế bằng chất thải chuối chín. Các nhà nghiên cứu Chile đã phát triển một quy trình sử dụng vỏ chuối chín quá mức để thêm chất xơ vào quả chuối chín, không có đặc tính kháng tinh bột của chuối xanh. Trong khi thiếu tinh bột kháng, có những lợi thế rõ ràng hơn bột mịn chuối. Bột mịn chuối được làm từ chuối khô và nghiền nhuyễn hoàn toàn và do đó không có chất xơ của hàm lượng bột vỏ chuối cũng như tinh bột kháng của bột chuối xanh.